# Jarrad Drizners
Jarrad Drizners (Adelaide, 31 de maio de 1999) é um ciclista australiano, membro da equipa Lotto Soudal.

## Biografia
No início de 2019, é consagrado Campeão da Austrália do critérium esperanças em Ballarat.

## Palmarés em estrada

### Por ano
- 2019
  -  Campeão da Austrália do critérium esperanças
  - Vencedor do Nacional Road Series
    - 3. ª etapa da Tour de Tweed (contrarrelógio)
    - 5. ª etapa do Tour of the Great South Coast (contrarrelógio por equipas)

  - Tour of the King Valley:
    - Classificação geral
      - 2. ª etapa

    - 1.ª etapa da Volta do Gippsland

  - 2.º da Volta dos Trópicos
- 2020
  -  Campeão da Austrália em estrada esperanças

### Classificações mundiais
| Ano              | 2019   | 2020 |
| UCI Oceania Tour | 103.º. | 32.º |

## Palmarés em pista Copa do mundo
- 2018-2019
  - 3.º da perseguição por equipas a Hong Kong

### Campeonato Oceânico
| Edição / Prova | Perseguição individual |
| Cambridge 2017 | Bronze                 |

### Campeonato da Austrália
- 2019
  - 2.º da Perseguição por equipas perseguição por equipas
  - 3.º da Perseguição|perseguição